# Ceratozamia delucana
Ceratozamia delucana es una especie de Cycadopsida del género Ceratozamia, de la familia Zamiaceae, del orden Cycadales.

## Distribución
Ceratozamia delucana se distribuye por México (Veracruz).

## Taxonomía
Fue descrita científicamente por Vázq.Torres, A.Moretti & Carvajal-Hern.. Fue publicado por primera vez en Vázq.Torres, A.Moretti & Carvajal-Hern. In: Delpinoa 50-51: 129-133, figs. 1-5 (2008-2009 issued December 2013). (2013).